# Tsaritsyno (Moskvas tunnelbana)
Tsaritsyno (ryska: Царицыно) är en tunnelbanestation på Zamoskvoretskajalinjen i Moskvas tunnelbana, belägen intill parken Tsaritsyno.
Stationen öppnades den 30 december 1984, men stängdes igen nästa dag på grund av översvämning och öppnades åter den 9 februari 1985. Stationen hette Lenino fram till 1990.
Stationen har vita marmorpelare, väggarna är klädda med mönster av röd, brun, grå och gul marmor och mosaiker som visar framsteg gjorda av den sovjetiska vetenskapen. Ovanför utgångstrapporna finns en mosaik av A. Kuznetsov som visar Moskvas stadssilhuett.